# Gymnuridae
Gymnuridae é uma família de raias caracterizadas por barbatanas peitorais muito largas, ausência de barbatanas dorsais e cauda fina e curta, sem espinhos.
Encontram-se em águas tropicais e subtropicais de todos os oceanos, raramente entrando em estuários.

## Espécies
- Aetoplatea tentaculata
- Aetoplate zonura
- Gymnura afuerae
- Gymnura altavela
- Gymnura australis
- Gymnura bimaculata
- Gymnura crebripunctata
- Gymnura crooki
- Gymnura hirundo
- Gymnura japonica
- Gymnura marmorata
- Gymnura micrura
- Gymnura natalensis
- Gymnura poecilura